# Apácatorna
Apácatorna község Veszprém vármegyében, a Devecseri járásban.

## Fekvése
Devecsertől 12 kilométerre nyugatra fekszik, a Torna patak völgyében.
A szomszédos települések: észak felől Karakószörcsök (2 kilométerre), északkelet felől Tüskevár (2 kilométerre) és Somlójenő (5 kilométerre), dél felől Szentimrefalva (5 kilométerre), délnyugat felől Veszprémgalsa (2 kilométerre), nyugat felől pedig Kisberzseny (2 kilométerre).

### Megközelítése
A településen áthalad kelet-nyugati irányban, lakott területétől pár száz méterre északra a 8-as főút, ez a legfontosabb közúti megközelítési útvonala. Központján azonban, annak főutcájaként csak a 7326-os út húzódik végig, ez kapcsolja össze Veszprémgalsával is. Északi szomszédaival a 8414-es út, Tüskevárral pedig a 73 183-as számú mellékút köti össze.

## Története
Az eredetileg Torna nevű község első fennmaradt okleveles említése 1317-ből való, de valószínűleg a 13. században alapították. A török hódoltság idején elpusztult, és a 18. század közepéig lakatlan volt. Benépesülése után nemesi falu lett. 1908 óta hívják Apácatornának. Nevét a Marcal folyó mellékvizéről, a Tornáról, illetve a somlóvásárhelyi apácakolostorról kapta, amelynek egyik birtoka volt.
Híres szülötte Karácson Imre történetíró és Csongrádi Ferenc válogatott labdarúgó.

## Közélete

### Polgármesterei
- 1990–1994: Ládonyi László (független)[3]
- 1994–1998: Ládonyi László (független)[4]
- 1998–2002: Ládonyi László (független)[5]
- 2002–2006: Ládonyi László (független)[6]
- 2006–2010: Kovács Béla (független)[7]
- 2010–2014: Kovács Béla (független)[8]
- 2014–2019: Kovács Béla (független)[9]
- 2019–2024: Kovács Béla (független)[10]
- 2024– : Kovács Béla (független)[1]

## Népesség
A település népességének alakulása:
| Lakosok száma | 173  | 171  | 166  | 141  | 153  | 139  | 141  |
|               | 2013 | 2014 | 2015 | 2021 | 2022 | 2023 | 2024 |

A 2011-es népszámlálás idején a lakosok 82,8%-a magyarnak mondta magát (17,2% nem nyilatkozott). A vallási megoszlás a következő volt: római katolikus 71,3%, evangélikus 0,6%, felekezeten kívüli 1,3% (26,8% nem nyilatkozott).
2022-ben a lakosság 68,6%-a vallotta magát magyarnak, 5,9% németnek, 3,3% cigánynak, 0,7% egyéb, nem hazai nemzetiségűnek (30,7% nem nyilatkozott; a kettős identitások miatt a végösszeg nagyobb lehet 100%-nál). Vallásuk szerint 47,1% volt római katolikus, 1,3% görög katolikus, 0,7% református, 0,7% evangélikus, 4,6% felekezeten kívüli (45,8% nem válaszolt).

## Nevezetességei
- Árpád-kori körtemplom falmaradványai az 1941–1942-ben felépült római katolikus templom sekrestyéjében.